# RŽD-Baureihe ГT1
Die Lokomotiven der RŽD-Baureihe ГT1 (deutsche Transkription GT1) der Russischen Eisenbahnen (RŽD) sind Gasturbinenlokomotiven mit elektrischer Kraftübertragung für den Güterzugdienst in Sibirien. Bisher wurden zwei Fahrzeuge gebaut, mit denen umfangreiche Versuche durchgeführt wurden. Die Kraftübertragung geschieht von einer Gasturbine aus, die mit Flüssigerdgas (LNG) betrieben wird, an ihr ist ein Wechselstrom-Generator angeschlossen, der produzierte Strom wird gleichgerichtet für die Speisung der Traktionsfahrmotoren verwendet.

## Charakteristik
Die Leistung der ГT1 beträgt 8300 kW, damit gilt die Lokomotive als die leistungsstärkste Gasturbinenlokomotive der Welt.
Die RŽD charakterisieren das Versuchsmodell folgendermaßen: erreichbare Geschwindigkeit bis 100 km/h, Kraftstoff ist verflüssigtes Erdgas, Reichweite ohne Nachtanken bis 750 km. 2008 wurde die Gasturbinenlok auf der InnoTrans in Berlin ausgestellt.
Die überarbeitete ГТ1h.002 besitzt eine Anfahrzugkraft von 980 kN, die Zugkraft im Dauerleistungs-Regime (bei 33 km/h) beträgt 775 kN.

## Etappen der Fertigung
Die Ausarbeitung begann im 2005 nach der Unterzeichnung des Vertrages zwischen der RŽD und der All-Russian Rolling Stock Design and Technology
Research Institute. Spezialisten der Kompanie Kusnezow schufen die starke Gasturbine НК-361 (NK-361) und den Antriebsblock der Gasturbinenlok. 2007 entstand die erste Versuchslokomotive, die auf der Basis der ВЛ15.008 hergeleitet wurde. Die Gasturbine entstand in Samara, die Montage der Lokomotive wurde in dem Ausbesserungswerk Woronesch durchgeführt. Die neue Lokomotive bekam die Bezeichnung ГT1-001 zuerkannt. Die Lokomotive hat eine Dienstmasse von 300 t und einen Kraftstoffvorrat von 17 Tonnen.
Am 4. Juli 2008 beförderte die ГT1-001 zum ersten Mal eine Güterzugeinheit. Die Masse des Zuges betrug 3000 t, und die Überprüfung wurde auf dem Abschnitt Kinel–Schigulewskoe More der Eisenbahn im Oblast Kuibyschew durchgeführt. Damals war geplant, dass die ersten Gasturbinenloks in Sibirien zum Einsatz kommen werden, wo die meisten Vorkommen von Erdgas lagern. Am 22. Dezember 2008 fuhr sie zum ersten Mal einen Güterzug mit einer Masse von 10.000 t, bestehend aus 116 Wagen. Ein Güterzug mit einer Masse von 15.000 t, bestehend aus 159 Wagen wurde zum ersten Mal am 23. Januar 2009 gefahren.
Am 12. Oktober 2009 erhielt die RŽD im Guinness-Buch der Rekorde ein Diplom für den Bau der leistungsstärksten Gasturbinenlok der Welt, die mit verflüssigtem Erdgas angetrieben wird.
Am 7. September 2011 fuhr auf dem Gleisring des VNIIZhT in Schtscherbinka ein Güterzug mit einer Masse von 16.000 t, bestehend aus 170 Wagen, was einige Institutionen in Russland fehlerhaft als Weltrekord auslegten.
Im Jahr 2012 erfolgte, mit dem Ersatz der Diesel-Krafteinheit für die Erstellung der Hilfsenergie durch eine Akku-Batterie, eine Modernisierung. Seit der Zeit besitzt die Lokomotive den Index h (hybrid).
Ab August 2013 lieferte die Diesellokfabrik Ljudinowo einen zweiten Prototyp aus, die die Bezeichnung ГT1h-002 erhielt. Eine Sektion der Lokomotive ist als achtachsige Lokomotive ausgeführt in Analogie zu der Diesellok ТЭМ7. Die Serienausführung hat eine Dienstmasse von 368 t und einen Kraftstoffvorrat von 20 Tonnen.
- GT1h-001
- GT1h-002